# II. třída okresu Havlíčkův Brod
II. třída okresu Havlíčkův Brod (Okresní přebor II. třídy) patří společně s ostatními druhými třídami mezi osmé nejvyšší fotbalové soutěže v Česku. Je řízena Okresním fotbalovým svazem Havlíčkův Brod. Hraje se každý rok od léta do jara se zimní přestávkou. Účastní se jí 14 týmů z okresu Havlíčkův Brod, každý s každým hraje jednou na domácím hřišti a jednou na hřišti soupeře. Celkem se tedy hraje 26 kol. Vítězem se stává tým s nejvyšším počtem bodů v tabulce a postupuje do I.B třídy kraje Vysočina - skupiny B. Celkový počet sestupujících je ovlivněn počtem sestupujících z I.B třídy kraje Vysočina - skupiny B. Do II. třídy vždy postupuje vítězný a druhý tým z III. třídy.

## Vítězové
| Ročník    | Vítězný tým                    |
| --------- | ------------------------------ |
| 2003/2004 | TJ Sokol Pohled                |
| 2004/2005 | SK Kožlí                       |
| 2005/2006 | TJ Dlouhá Ves                  |
| 2006/2007 | TJ Tis                         |
| 2007/2008 | SK Tatran Ždírec nad Doubravou |
| 2008/2009 | SK Tatran Ždírec nad Doubravou |
| 2009/2010 | FC Slovan Havlíčkův Brod „B“   |
| 2010/2011 | TJ Sokol Lučice                |
| 2011/2012 | TJ Leština u Světlé            |
| 2012/2013 | TJ Sokol Mírovka               |
| 2013/2014 | FC Chotěboř „B“                |
| 2014/2015 | Sokol Herálec                  |
| 2015/2016 | SK Tatran Ždírec nad Doubravou |
| 2016/2017 | TJ Sokol Rozsochatec           |
| 2017/2018 | FC Slovan Havlíčkův Brod C     |
| 2021/2022 | FK Česká Bělá                  |